# AS-102
A-102는 SA-7이라고도 하며, 미국의 아폴로 계획에 의해 새턴 I 로켓에 모의의 아폴로 사령선·기계선을 탑재해 발사한 2번째의 시험 비행이다.

## 목적
A-102의 목적은 전회의 A-101과 같이, 우주선과 로켓의 성능 시험에 있었지만, A-102의 큰 특징은 기계선의 외벽에 모의의 자세 제어용 로켓을 설치해 상승 중에 기체에 미치는 공기력 등의 영향을 조사하는 것에 있었다. 또 비상 탈출 로켓의 분리는, 전회는 분리용 소형 로켓을 사용했지만, 이번은 탈출용 로켓 본체를 분사하고 기체로부터 떼어냈다.

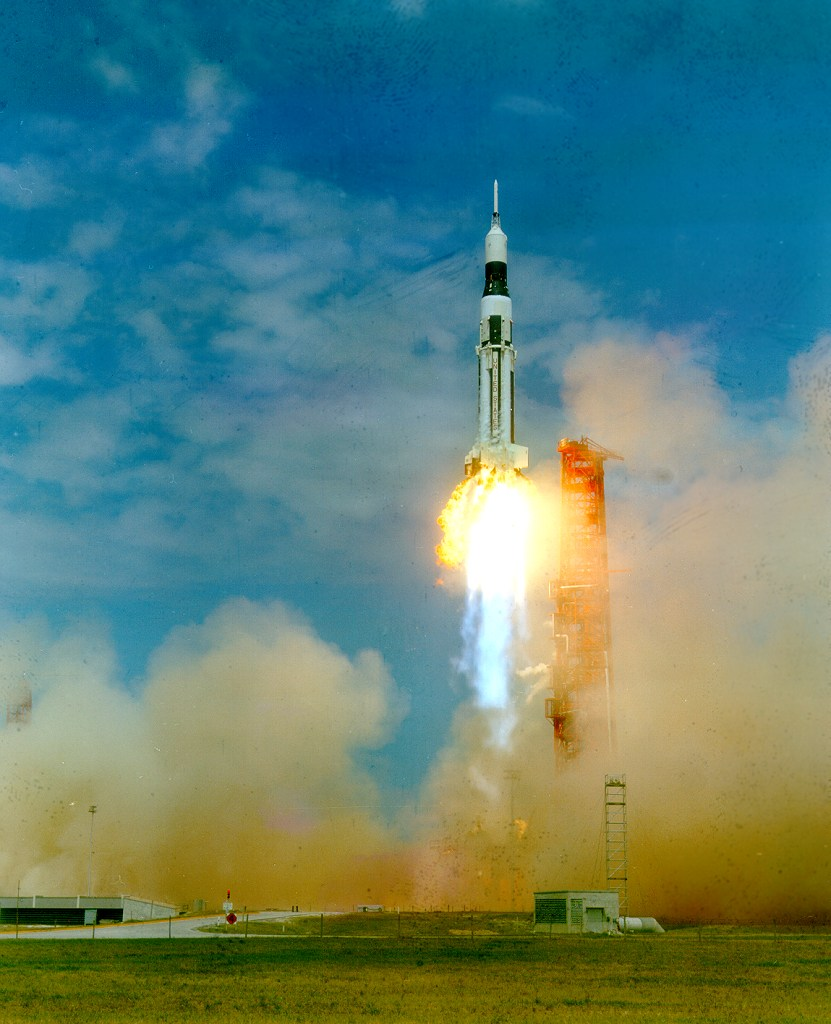
A-102의 발사

## 비행
1964년 7월 상순, 1단 로켓의 제6 엔진에 금이 가 있는 것이 발견되었기 때문에, 그 수리로 발사가 2주간 지연되었다. 허리케인 발생 등의 영향으로 발사는 더 늦어져 결국 발사는 9월 18일로까지 늦어졌다.
제1단 로켓은 발사로부터 147.7초 후에 연소를 정지했고, 그로부터 0.8초 후에 떼어내졌다. 그리고 1.7초 후에는 제2단 로켓이 연소를 개시해, 발사로부터 160.2초 후에 비상 탈출 로켓이 분리되었다. 제2단 로켓은 발사 621.1초 후에 연소를 정지해, 사령선·기계선의 모형을 근지점 212.66 km, 원지점 226.50 km 의 타원 궤도에 올렸다.
우주선은 다른 다섯 개의 위성을 개입시켜 데이터를 계속 송신해 지구를 59회 돈 후 대기권에 재돌입해 인도양 상에 낙하했다. 모든 목적이 만족되었고, 계획은 성공리에 끝났다.
단지 비행 상태를 촬영한 필름을 담은 8개의 용기가 폭풍우가 불어 거칠어질 예정의 해역 바깥에 낙하했기 때문에 회수할 수 없었던 것이 계획의 유일한 흠집이었다. 다만 그중의 2개는 2개월 후에 해안에 밀려와 있는 것이 발견되었다. 용기는 따개비 더미에 덮여 있었지만, 안의 필름에는 손상은 없었다.